# Koninklijke Harmonie Volharding Kessel-Lo
De Koninklijke Harmonie Volharding Kessel-Lo (KHVK) is een Belgisch harmonieorkest, met koninklijk predicaat, uit het Vlaams-Brabantse Kessel-Lo, een deelgemeente van de stad Leuven.
Het harmonieorkest heeft anno 2017 ruim 80 leden, het instaporkest meer dan 30 leden. De KHVK repeteert wekelijks in de Vlierbeekzaal aan de abdij van Vlierbeek naast een jaarlijks repetitieweekend.

## Geschiedenis
De muziekvereniging werd in 1925 opgericht als Fanfare Volharding. Het orkest ontstond oorspronkelijk uit de christelijke beweging en in 1967 werd de fanfare omgevormd tot een harmonie. Op haar vijftigste verjaardag kreeg de harmonie Volharding een eervol cadeau van koning Boudewijn: van dan af mocht de vereniging de eretitel ‘koninklijk’ in haar naam dragen. In 1985 en 2000 volgden feestelijke jubileumconcerten.
In 1999 ontstond in de schoot van de vereniging het instaporkest. Op deze manier kunnen ook de allerjongste muzikanten de geheimen van de blaasmuziek leren kennen en verzekert de harmonie zich van een zeer mooie toekomst.
In 2019 vierde het instaporkest zijn 20-jarig bestaan. Om dit te vieren trokken ze naar het Europees muziekfestival voor de jeugd in Neerpelt en speelden hier voor een professionele jury. Ze behaalden een 'First Price'.

## Prijzen & eretitels
| jaar | behaald resultaat           | organisatie                       |
| ---- | --------------------------- | --------------------------------- |
| 2019 | Kampioen in eerste afdeling | Nationale orkestenwedstrijd Vlamo |

| jaar | behaald resultaat | organisatie                           |
| ---- | ----------------- | ------------------------------------- |
| 2019 | First Price       | Europees muziekfestival voor de jeugd |